# Didier Manuel
 (août 2021).
Si vous disposez d'ouvrages ou d'articles de référence ou si vous connaissez des sites web de qualité traitant du thème abordé ici, merci de compléter l'article en donnant les références utiles à sa vérifiabilité et en les liant à la section « Notes et références ».
Didier Manuel, connu sous le nom de scène Otomo ou ODM, né le 31 juillet 1968, est un artiste, performeur, metteur en scène et auteur, d'origine franco-américaine. Fondateur de la compagnie Materia Prima Art Factory, du TOTEM à Maxéville, de l'Amazing Cabaret Rouge et du festival Souterrain corps/limites, son travail questionne le corps, les humanités, les normes sociales et l'identité ou encore l'érotisme et le sexe,. Il voit l'artiste comme inclus dans son époque et y jouant un rôle fondamentalement politique.

## Biographie
Didier Manuel est né en 1968 à Francfort. Il grandit sur des bases américaines en Allemagne jusque l'âge de 6 ans. C'est en 1974 qu'il arrive en France pour s'installer à Nancy, sa ville de résidence encore aujourd'hui[Quand ?].
À son arrivée en France, il rencontre Laurent Hénart avec qui il fera de la BD jusque l'âge de 11 ans. C'est sa première approche de l'activité artistique.
Pendant une adolescence tumultueuse, il pratique la danse hip-hop et les arts martiaux. 
En 1980, il entre aux Loups du Téméraire, un des plus vieux clubs de jeux de rôle et de simulation français, créé en 1979. Là, il s'initie aux jeux de rôle. 
En 1987, il commence sa collaboration au fanzine Ouroboros consacré aux imaginaires ésotériques avec l'écrivain d'occultisme Jean-Paul Ronecker, le sociologue Gérald Bronner, l'auteur et comédien Samir Bouadi.
En 1988, avec Gérald Bronner et un groupe d'amis (dont entre autres l'auteur et metteur en scène Samir Bouadi, l'écrivain d'occultisme Jean-Paul Ronnecker, l'artiste de rue et musicien/chanteur Yvain Von Stebut, la metteuse en scène Émilie Katona…), il participe à la création du CERF/Collectif Fraternité, un collectif de sensibilité anarchiste libertaire à prétention révolutionnaire. Influencé par le concept de « révolution scientifique » de Proudhon et par les mouvements d'avant garde du début du XXe siècle (Le Grand Jeu, Dada, Surréalisme), c'est avec ce collectif qu'il commence des actions pouvant s'apparenter à une forme de Théâtre d'agitprop. Il prend conscience du potentiel de l'art comme vecteur révolutionnaire et se détourne des possibilités plus radicales.
En 1988, il entre en faculté d'histoire avant de rejoindre les beaux-arts. Avec plusieurs membres du CERF/Collectif Fraternité (dont le chanteur, gaffeur et activiste FLX aka Yvain Von Stebut et la metteuse en scène Émilie Katona…) il monte l'association Multi-Prise et le fanzine Megazine. Commencent alors les premières organisations de concerts. C'est une période intense consacrée au street art et à l'exploration/réappropriation du territoire urbain (squats,friches, égouts…). C'est de cette période que date son premier tag Otomo qu'il abandonnera pour B.Moon avant de reprendre Otomo comme nom d'artiste. L'association Multi-Prise sera la première entité culturelle locale à détourner les bars à des fins d'organisation de concerts[réf. nécessaire]. 
En 1989, il est membre de plusieurs groupes de sensibilité punk et rock alternatif (The Talking Dogs, Die Lachenden Leichen) avant de fonder avec son acolyte FLX (futur chanteur du groupe Atomic Kids), le batteur Vincent Vermelun, et le guitariste Loic Labuche (Missing Links, Durty Slurt…) le groupe Q-Tips, dont l'unique album Doesn't Matter n'est toujours pas pressé à ce jour. 
Toujours en 1989, il commence à pratiquer plus intensivement le théâtre, d'abord au Théâtre de la Cuvette auprès de Michel Benoît et du metteur en scène Daniel Benoît. En parallèle, il est reçu au studio Training Actors, du metteur en scène et directeur d'acteurs Daniel Pierson. Il suivra la formation pendant cinq ans et sera comédien dans plusieurs créations du metteur en scène (Le Cid, Les Autres de Jean- Claude Grumberg, Le Médecin malgré lui de Molière, autour de l'œuvre d'Anton Tchekhov, Dans la solitude des champs de coton de Bernard-Marie Koltès…)[réf. nécessaire].
En 1990, avec Émilie Katona, il monte le groupe de recherche théâtrale Boîte & Sel. Puis, en 1991, il participe à la création de l'ExPrePer Group qui se fera remarquer en 1992 en montant Roberto Zucco de Bernard-Marie Koltès. Ce projet est porté par Émilie Katona alors qu'elle n'a que 19 ans. Didier Manuel y incarne le rôle de Roberto Zucco. Il incarnera par la suite encore deux rôles pour le compte de la metteuse en scène (Croisade de Michel Azama 2014, Quai Ouest de Koltès en 2010)[réf. nécessaire]. 
En 1992, il réunit un groupe de personnes, dont des membres de l'ExPrePer Group, pour fonder la cellule de recherche Materia Prima. Intitulée au départ Materia Prima TTC (Tanz/Theater/Cirk), elle deviendra par la suite Materia Prima Art Factory. 
Très rapidement le groupe va se démarquer par une démarche radicale, autant dans l'esthétique que dans l'engagement physique des acteurs. Leur approche est nourrie par des influences allant de l'actionnisme viennois à la danse buto, en passant par Antonin Artaud, Georges Bataille, Tadeusz Kantor, Shuji Terayama ou encore La Fura Del Baus, mais aussi la BD, la sub-culture, la pop-culture, la cyber-culture, le post-punk, l'érotisme… 
Dans la continuité de l'esprit de réappropriation de l'espace urbain influencé par le street art, avec Materia Prima il ouvrira plusieurs squats et espaces culturels alternatifs, dans lesquels la compagnie répète (parmi eux, l'usine des anciens Extraits Noirot, où eut lieu en 1994 un concert sauvage avec le groupe Troma fondé par Loran des Bérurier Noir). Cette soirée marquera le début du bras de fer de la compagnie avec les autorités locales. En 1995, la fin de l'occupation de l'usine Noirot sera marquée par son arrestation avec quelques autres membres de la compagnie. Suivront la Tannerie, la grande Cartonnerie de Laneuville qui donnera elle aussi lieu à une arrestation médiatisée, puis le 115 (devenu Centre Georges Pomp It Up/Spraylab), le Hangar, et enfin Le T.O.T.E.M que la compagnie occupera pendant 16 ans.
De 1992 à 2015, avec la Materia Prima Art Factory, Didier Manuel signera 23 créations dont plusieurs co-produites par le CCAM - Scène Nationale de Vandoeuvre-lès-Nancy (Le Silence Des Cygnes en 1996, La Maison Borgne en 1999, Curiosités en 2001, Body Without Wings en 2005), le festival Éclat d'Aurillac (Eternal In/out en 2008, Choir en 2014, Oracles en 2017), ou le Centre Dramatique National de Nancy (Le Cheval en 1998, P. I. G. S. en 2014).
La compagnie tournera pendant plus de 20 ans dans de nombreux pays (France, Suisse, Italie, Belgique, Hollande, Allemagne, Suède, Pologne, Autriche, Lituanie, Espagne, Russie, Israël…) 
En 1993, il commence à pratiquer la danse Butō. Tout d'abord avec Sumako Koseki, qu'il invite pendant un an à donner un w.e par mois un stage à la compagnie. Puis, il se lie d'amitié avec la danseuse Yumiko Yoshioka et Delta Raï de la Cie Tatoeba avec qui il va collaborer à Berlin et à Gratz en Autriche, dans plusieurs créations jusqu'en 1997.  
En 1998, à l'invitation du danseur Taketeru Kudo et de la danseuse Yumiko Yoshioka, il fait son premier voyage au Japon. Là, il suit les classes de Kazuo Ōno, Yoshito Ohno et Koichi Tamano.  
En 2000 avec  Gérald Bronner, la plasticienne Sabine Cauvez et le comédien Christophe Ragonnet il co-crée la revue littéraire Singe (sous-titrée Revue contaminée à l'attention des générations futures et co-fonde les Éditions de la Maison Close qu'il co-dirigera essentiellement avec Sabine Cauvez et Christophe Ragonnet jusqu'en 2007. La revue Singe était très proche de la revue Hermaphrodite (magazine), qui a elle-même été active dans l'organisation de soirées au Totem.
En 2001, avec Sabine Cauvez, il crée le festival Souterrain Corps/limites. Festival consacré à la performance, au Body-art et aux représentations du corps dans l'imaginaire contemporain. 7 éditions du festival auront lieu jusqu'en 2013. Le festival accueillera et mettra en lumière de nombreux artistes d'avant-garde et de la performance internationale : Lukas Zpira, Stelarc, Olivier de Sagazan, Suka Off, A.M.F, Genesis P-Orridge, Yann Minh, The Lord's Of Lightnings, Lydia Lunch, Steven Cohen (artiste), Annie Sprinkle, Ron Athey, en:Marcel·lí Antúnez Roca, Gilles Berquet, Mirka Lugosi, Taketeru Kudo, Yann Marussich, Camille Mutel…
En parallèle Didier Manuel organise des colloques autour des thématiques du corps en invitant à croiser le point de vue des artistes à celui de scientifiques de divers horizons… Gérald Bronner, Philippe Liotard, David Le Breton, Gilles Lapouge, Bernard Andrieu…
En 2006, il signe à Tokyo une pièce autour du texte Il n'y a plus de firmament d'Antonin Artaud pour le compte du danseur Buto Taketeru Kudo accompagné de deux acteurs de la Cie Shūji Terayama.
En 2019, il co-signe la pièce chorégraphique et performative LOCUS avec la danseuse et metteuse en scène Russe Ioulia Plotnikova.
De 2007 à 2013, par l'entremise du body Haktivist Lukas Zpira, commence une intense collaboration avec l'activiste, artiste et homme d'affaires Thierry Ehrmann (président et fondateur d'Art Price) et la Demeure du Chaos. Devenu membre actif de l'organe, il sera curateur de deux Borderline Biennale (2007 et 2009) dans lesquels il présentera plusieurs performances et invitera les artistes Suka Off, Ron Athey, Taketeru Kudo,Von Magnet ou encore Olivier de Sagazan à présenter leur travail. La collaboration avec la DDC s'achèvera avec la participation de Materia Prima Art Factory à la dernière édition de la Borderline Biennale en 2013 dirigée par Lukas Zpira.
Depuis 2015, Otomo De Manuel collabore et participe aux recherches du festival d'exploration des sexualité créatives Erosphère. Il y présente un premier atelier en 2015 autour des Mystères Orgiaques, un autre en 2017 avec la militante féministe queer Yumie Koï intitulé Panda SM, et enfin un dernier en 2019 avec la Lituanienne Austeja Dudaïte, intitulé Cérémonie Secrète[réf. nécessaire]. 
Depuis 2017, Didier Manuel est artiste associé, membre du Collectif du Théâtre de L'Horizon à La Rochelle. 
Le 15 octobre 2013, avec Lukas Zpira et Tarik Noui, il co-fonde à Berlin le Mouvement Charnel. On sait peu de chose des activités très souterraines du groupe qui signe pourtant une exposition au HB55 à Berlin en janvier 2016[réf. nécessaire].
Depuis 2018, Didier Manuel collabore avec le Cirque Électrique ou il est le meneur de revue, maître de cérémonie du Cabaret Décadent.
Depuis 2018, par l'intermédiaire de son ami et performeur camerounais Snak Zobel Raoul, il est également artiste associé au festival Modaperf au Cameroun.
En 2019, en collaboration avec l'écrivain Tarik Noui, de la metteur en scène et comédienne Karelle Prugnaud et de la dentiste Sagesse, il co-crée la In Coney Island Society et l'entité Shit Happen Production. Le groupe a pour objet de réfléchir sur les dynamiques de réenchantement, notamment au travers de la tentative de définition du monde de Coney Island (qui n'a rien à voir avec le district de NY) et de son Dieu psychopompe Kost. Le collectif se distingue pendant les 55 jours de confinement lié à l'épidémie de Covid-19, par une performance quotidienne sur les réseaux sociaux, associant textes et images. Le tout est rassemblé dans l'ouvrage "Les Chroniques du Nouveau Monde".
Didier Manuel est aujourd'hui[Quand ?] considéré comme une figure importante de la scène prospective et d'avant-garde française du début du XXIe siècle[réf. nécessaire]. Difficilement classable, il est tantôt associé à la scène cabaret, aux arts de la rue, au théâtre et parfois même à la scène électronique. Pourtant, il semble qu'il se considère avant tout comme un activiste de la contre-culture et de l'art performance[réf. nécessaire]. Au côté d'artistes comme Lukas Zpira ou Yann Minh il est également régulièrement associé à la scène cyber-punk hexagonale[Quoi ?].

### L'affaire du T.O.T.E.M.
En 2011 commence une cabale politique qui visait le Totem[réf. nécessaire] et la disparition de la compagnie Materia Prima. En 2014, cette dernière sera placée en liquidation judiciaire et le Totem fermera ses portes un an plus tard. L'affaire créera un vent de protestation et conduira à une pétition en ligne qui rassemblera plus de 10 000 signataires. Aurélie Filippetti, alors ministre de la Culture, cherchera à intervenir pour résoudre le problème mais il sera déjà trop tard. La fermeture du Totem est encore vécue aujourd'hui comme une grosse perte dans le paysage culturel local.[réf. nécessaire][non neutre]

## Créations Materia Prima Art/Factory
- 1993 : SPHÈRE #01
- 1994 : X-Zod
- 1995 : SPHÈRE #02
- 1996 : Le Silence des cygnes[réf. nécessaire]
- 1998 : Le Cheval[réf. nécessaire]
- 2000 : La Maison borgne[réf. nécessaire]
- 2002 : Curiosités|date=30 janvier 2021[réf. nécessaire]
- 2005 : Body Without Wings [réf. nécessaire]
- 2006 : Insomnia[réf. nécessaire]
- 2008 : Eternal in/out[réf. nécessaire]
- 2014 : Choir 2.0[réf. nécessaire]

## Créations Ordinary Damaged Movement
- 2017 : Oracles, auteur, chorégraphe, interprète[réf. nécessaire]
- 2017 : I Love You, auteur, chorégraphe, interprète[réf. nécessaire]

## Théatre / Comédien
- 2012 : Uncle Fucker de Stefan Peca / François Rodinson
- 2011 : Andromaque de Jean Racine / François Rodinson
- 2011 : Quai Ouest de Bernard-Marie Koltès / Emilie Katona
- 2011 : Colors de Stefan Peca / François Rodinson
- 1998 : Dans la solitude des champs de coton de B.M. Koltès / Daniel Pierson
- 1997 : Le Serin muet de Georges Ribemont Desaigne / Gilles Loderoy
- 1996 : Ce qui reste, autour de l'œuvre d'Anton Tchekhov /Daniel Pierson
- 1995 : Les Trois Épitres de Georges Ribemont Desaigne / Gilles Loseroy
- 1994 : Le Médecin malgré lui de Molière / Daniel Pierson
- 1994 : Parleries de Rusante qui revient de guerre d'après Ruzante / Daniel Benoit
- 1994 : Dialogue très facétieux de Ruzante /Daniel Benoit
- 1993 : Les Autres de Jean-Claude Grumberg / Daniel Pierson
- 1993 : Croisades de Michel Azama / Emilie Katona
- 1992 : Zoo Story d'Edward Albee / Lakdar Messadi
- 1992 : Roberto Zucco de B.M. Koltès /Emilie Katona

## Théatre / Metteur en scène
- 2014 : P.I.G.S, auteur et metteur en scène. Coproduction CDN de Nancy
- 2001 : Berlin ton danseur est la mort d'E. Corman

## Filmographie

### Cinéma
- 2022 : Arthur Malédiction de Barthélemy Grossmann
- 2020 : clip Dust Scalper.
- 2020 : clip Amort Lola.
- 2017 : Prendre le mors aux dents de Brian Da Rocha
- 2015 : The Barber Shop de Kevin Folezou
- 2013 : clip Moonbeam de Holy Two & Zeroflex. Thibaut Charlut
- 2011 : Bye Bye Blondie de Virginie Despentes
- 2010 : Si on vous demande pourquoi nous sommes morts de Mathieu Buffler
- 2010 : 7e Ciel de Clément Lecourt
- 2009 : Nous ne mourrons pas sans combattre d'Arthur Baudoin
- 2009 : L'Apocalypse des iris d'Arthur Baudoin
- 1992 : Concerto en cyclorama de Stephan Charles

### Télévision
- 1998 : Docteur Sylvestre de Jean-Pierre Vergne

## Cabaret
- 2008 : The Amazing Cabaret Rouge, concepteur, metteur en scène, producteur
- 2015 : The Wounded Carnivale, Cie La Clandestine
- 2018 : Le Cabaret décadent, Paris, Cirque électrique
- 2017 : The Fantastic Cabaret Noir, concepteur, producteur et MC
- 2019 : The Pop Corn House, concepteur, producteur et MC

## Musique
- 2020 : The Bitches Covers, chant
- 2017 : The 2 Aliens / T2A, composition électronique
- 2015 : The Politics, basse, chant
- 1993 : Post Partum, basse, chant
- 1992 : Q-Tips, basse, chœur
- 1989 : Die Lachenden Leichen, chant
- 1988 : The Talking Dogs, basse, chœur

## Ouvrages
- 2020 : Les Chroniques du Nouveau Monde, Nancy, In Coney Island Society.
- 2009 : (collectif, dir. D. Manuel) La figure du monstre : Phénoménologie de la monstruosité dans l’imaginaire contemporain (238 pp.), Nancy, Presses universitaires de Nancy  (ISBN 978-2-86480-995-1).
- 2006 : Incantations barbares, Bookleg#14, Bruxelles, éditions Maelström.
- 2004 : Intime est l'arène, Nancy, Les Éditions de la Maison Close.

## Articles
- 2015 : "Le Geek ou le triomphe du corps obsessionnel", Lyon, revue INqualifiable, dir. Philippe Liotard.
- 2015 : "Le corps du Rock, ou la corps à nu des prophètes de la modernité", Lyon, revue Corps, "le corps du Rock", dir. Luc Robène et Philippe Liotard.
- 2008 : "La danse buto", in Le Dictionaire du Corps, Édition CNRS, dir. Bernard Andrieu.
- 2008 : "Transdiciplinarité et Art. Les mariages impossibles" in Art, médiation et interculturalité, Édition Presse Universitaire de Nancy, direction Sylvie Thiéblemont-Dollet.
- 2008 : "De l’art du territoire au territoire sans art", in La mise en Culture des territoires. Nouvelles formes de culture événementielle et initiatives des collectivités locales», Édition Presse Universitaire de Nancy, direction Violaine Appel, Cécile Bando, Hélène Boulanger et Gaëlle Crenn.
- 2007 : "Contre Culture et monstruosité", Revue Carbonne, #03.
- 2006 : "Paysages imaginaires des enfants de la cité monstre dans le Japon Contemporain". Revue Carbonne, #01